# 芦湖街道
芦湖街道，是中华人民共和国山東省淄博市高青县下辖的一个乡镇级行政单位。

## 行政区划
芦湖街道下辖以下地区：
芦湖社区、石坡庄社区、北尹家村、付家村、苗家村、孟李村、东大庄村、小新庄村、大官庄村、司官村、魏家堡村、丁家村、寨子村、蔡家村和王坡庄村。